# Kafr Bilmiszt
Kafr Bilmiszt (arab. كفر بلمشط) – miejscowość w Egipcie, w muhafazie Al-Minufijja. W 2006 roku liczyła 6687 mieszkańców.